# Gaétan Gervais
Pour les articles homonymes, voir Gervais.
Gaétan Gervais, né le 10 août 1944 à Sudbury (Ontario) et mort le 20 octobre 2018 à Sudbury (Ontario), est un auteur, historien et professeur canadien franco-ontarien.
Il conçoit, avec Michel Dupuis le drapeau franco-ontarien et est un membre fondateur de l'Institut franco-ontarien.

## Biographie
Né en 1944 à Sudbury en Ontario, Gaétan Gervais obtient un baccalauréat de l'Université Laurentienne en 1965. Il obtient également une maîtrise et un doctorat de l'Université d'Ottawa en 1968 et en 1979. À partir de 1972, il est professeur à l'Université Laurentienne.

## Œuvres

Drapeau franco-ontarien conçu par Gaétan Gervais.

- 2003 : Des gens de résolution : le passage du Canada français à l'Ontario français, Sudbury (Ontario), Éditions Prise de parole, 230 p.  (ISBN 978-2-8942-3159-3)
- 2000 : Les jumelles Dionne et l'Ontario français, 1934-1944, Sudbury (Ontario), Éditions Prise de parole, 246 p.  (ISBN 978-2-8942-3117-3), Prix Christine-Dumitriu-Van-Saanen du Salon du livre de Toronto
- 1985 : Bibliographie : histoire du nord-est de l'Ontario / Bibliography : history of North-Eastern Ontario, Sudbury (Ontario), Société historique du Nouvel-Ontario, 112 p.  (ISBN 978-2-8942-3159-3)
- 2010 - Avec Jean-Pierre Pichette (dir.), Dictionnaire des écrits de l'Ontario français : 1613-1993, Ottawa, Presses de l'Université d'Ottawa, 1097 p.  (ISBN 978-2-7603-0757-5)

## Prix et distinctions
- 1994 : Ordre du mérite franco-ontarien par l'Association canadienne-française de l'Ontario, ACFO (aujourd'hui Assemblée de la francophonie de l'Ontario, AFO)
- 2005 : prix du Mérite Horace-Viau[4],
- 2012 : une école secondaire à Oakville, Ontario porte son nom[5]
- 2013 : membre de l'ordre du Canada[6]
- Gaétan Gervais Automobiles Inc est une concessionnaire de voitures usées située au Québec.